# 霍俊邦
霍俊邦（英語：Jeffrey Fok，1989年2月24日—），藝名霍景耀，人稱霍哥，是澳門KOL、模特兒，曾為澳門娛樂公司微辣文化旗下的藝人，目前輾轉至香港發展。畢業於澳門旅遊學院酒店管理系，及後曾經在酒店做過一年多管家工作，但喜歡拍攝短片，後來辭職加入微辣，並曾拍攝不少搞笑短片。

## 演出

### 電影
- 2019年：《恭喜八婆》 飾 霍哥
- 2019年：《不義之戰》 飾 98年特擊隊指揮官
- 2021年：《一秒拳王》 飾 葉英毅
- 2025年：《麻雀女王追男仔》 飾
- 2025年：《雨夜屠夫》 飾 林過雲

### 電視節目（ViuTV）
- 2020年：《飛檳吧！男神》第4、5集嘉賓
- 2022年：《七福星》第六集嘉賓
- 2022年：《為食家族》管家
- 2023年：《初戀Action!》第6至10集嘉賓

### 電視劇（ViuTV）
- 2022年：《百萬同居計劃》飾 易曉
- 2022年：《心靈師》

### MV演出
- 2022年：193《再次Puppy Love》